# We Can Fly
「We Can Fly」是Happiness的第4張單曲。2012年5月16日由Universal Music發售。

## 概要
- 與前作的｢Wish」相隔9個月後的單曲。
- 「CD+DVD」「只有CD」的2形態發售。
- DVD是表題曲『We Can Fly』的音樂影片收錄。

## 收錄曲
CD
1. We Can Fly
作詞：NaNa★MUSiC、作曲：UTA
東京電視台系『ピラメキーノ』5月度結尾曲
2. I’m for you
作詞：Kanata Okajima、作曲・編曲：Junichi Hoshino

DVD
1. We Can Fly (Music Video)

## 外部連結
- 官方網站發售告知 （页面存档备份，存于）
- Happiness官方網站 （页面存档备份，存于）
- UNIVERSAL MUSIC JAPAN Happiness官方網站 （页面存档备份，存于）